# 埃帕尼-梅泰西
埃帕尼-梅泰西（法語：Épagny Metz-Tessy，法語發音：[epaɲi mɛtɛsi]），法国东部城市，奥弗涅-罗讷-阿尔卑斯大区上萨瓦省的一个市镇，隶属于阿讷西区，其市镇面积为12.06平方公里，2022年1月1日时人口数量为8,642人，在法国城市中排名第1,308位。
埃帕尼-梅泰西位于上萨瓦省西部，省会阿讷西市区西北。埃帕尼-梅泰西成立于2016年1月1日，由埃帕尼和梅泰西两个市镇合并而成，现为阿讷西附近的一个近郊卫星城，两地间有多条公交线路连接。

## 地名来源
“Metz”一名来源于古法语单词“meix”，意为“村庄旁边的花园”；“Tessy”一名可能来源于高卢人名“Tessius”；“Epagny”一名的来源则尚有待考证。
埃帕尼-梅泰西所处区域历史上曾通行法兰克-普罗旺斯语，“Epagny”、“Metz”和“Tessy”对应的法兰克-普罗旺斯语拼写分别为“Épanyi”、“Mé”和“Tèssi”。

## 历史
埃帕尼-梅泰西成立于2016年1月1日，由埃帕尼和梅泰西两个市镇合并而成，其中埃帕尼为政府驻地。
梅泰西最初于公元14世纪时被提及，后成为一个堂区。埃帕尼则长期为一处普通村落。法国大革命结束后，两地均成为上萨瓦省的市镇。1815年至1860年间，埃帕尼和梅所处的上萨瓦省曾并入萨伏伊王室，后根据《都灵条约》归还给了法国。1935年，梅更名为梅泰西。二战后，随着阿讷西的城市扩张，埃帕尼和梅泰西两地人口数量均快速增加。

## 地理

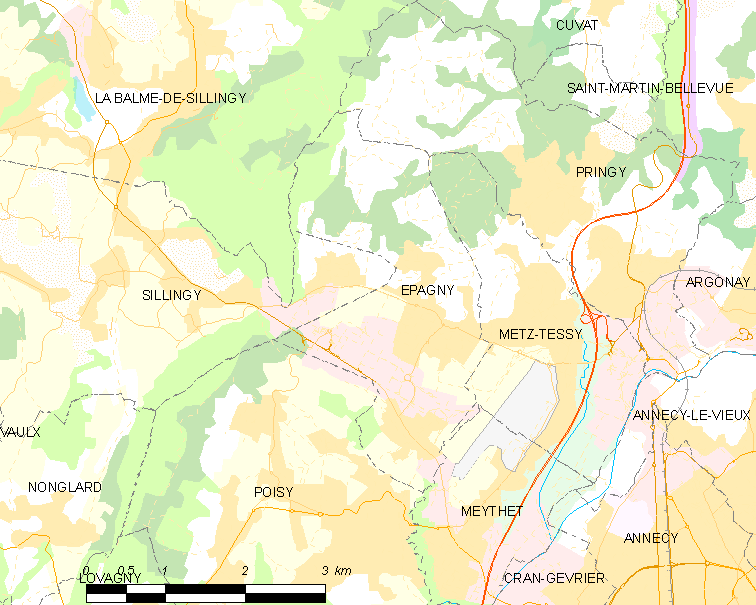
埃帕尼-梅泰西市镇范围地图

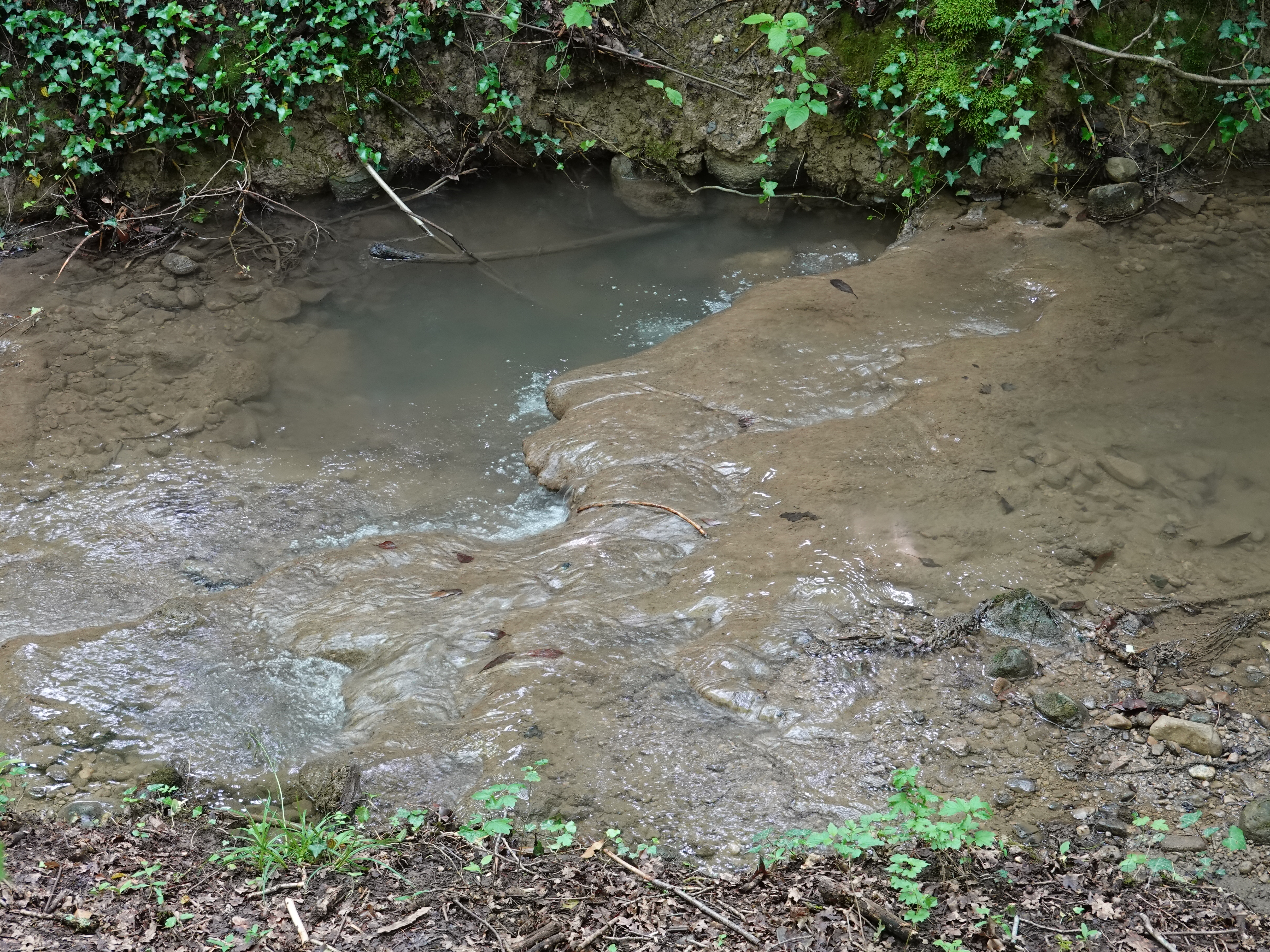
维耶朗溪

埃帕尼-梅泰西位于法国东部，奥弗涅-罗讷-阿尔卑斯大区东北部和上萨瓦省西部，距离省会阿讷西大约7公里。与埃帕尼-梅泰西接壤的市镇包括：拉巴尔姆德锡兰日、阿讷西、锡兰日和普瓦西。

### 地形
埃帕尼-梅泰西位于阿尔卑斯山西部边缘地带，其西北部为芒达拉山。埃帕尼-梅泰西境内以丘陵为主，市镇中心地势较为平坦，西北部起伏明显，全境海拔在423到770米之间。

### 水文
埃帕尼-梅泰西位于罗讷河流域范围内。菲耶尔河自北向南流经市镇东界，其右岸支流维耶朗溪（ruisseau du Viéran）则沿A41高速公路流经市区。

### 植被
埃帕尼-梅泰西属于温带阔叶混交林区，部分高海拔地区有针叶林分布。林地主要分布于市区北部的山地地区以及河流附近。
在鲜花城市的评比中，埃帕尼-梅泰西暂未被评级。

### 气候
埃帕尼-梅泰西在柯本气候分类法中属于带有温带气候特征的山地气候。

## 行政区划
埃帕尼-梅泰西的市镇编号为74112，邮政编号为74330。
在行政管理方面，埃帕尼-梅泰西隶属于法国奥弗涅-罗讷-阿尔卑斯大区上萨瓦省阿讷西区；在地方选举方面，埃帕尼-梅泰西隶属于阿讷西第三县，其市镇范围全境被划入上萨瓦省第一选区；在社会管理方面，埃帕尼-梅泰西是大阿讷西城市圈公共社区的组成部分。
法国国家统计与经济研究所（简称）在进行数据统计时，将埃帕尼-梅泰西及相邻的另外13个市镇设为阿讷西城市核心区，并将包括核心区在内的周边共59个市镇划为阿讷西城市区。自2020年起，阿讷西城市区被包含79个市镇的阿讷西城市辐射区代替。此外，还将埃帕尼和梅泰西市镇分别整体看成一个“块区”（IRIS），以便于统计人口分布情况。

## 交通

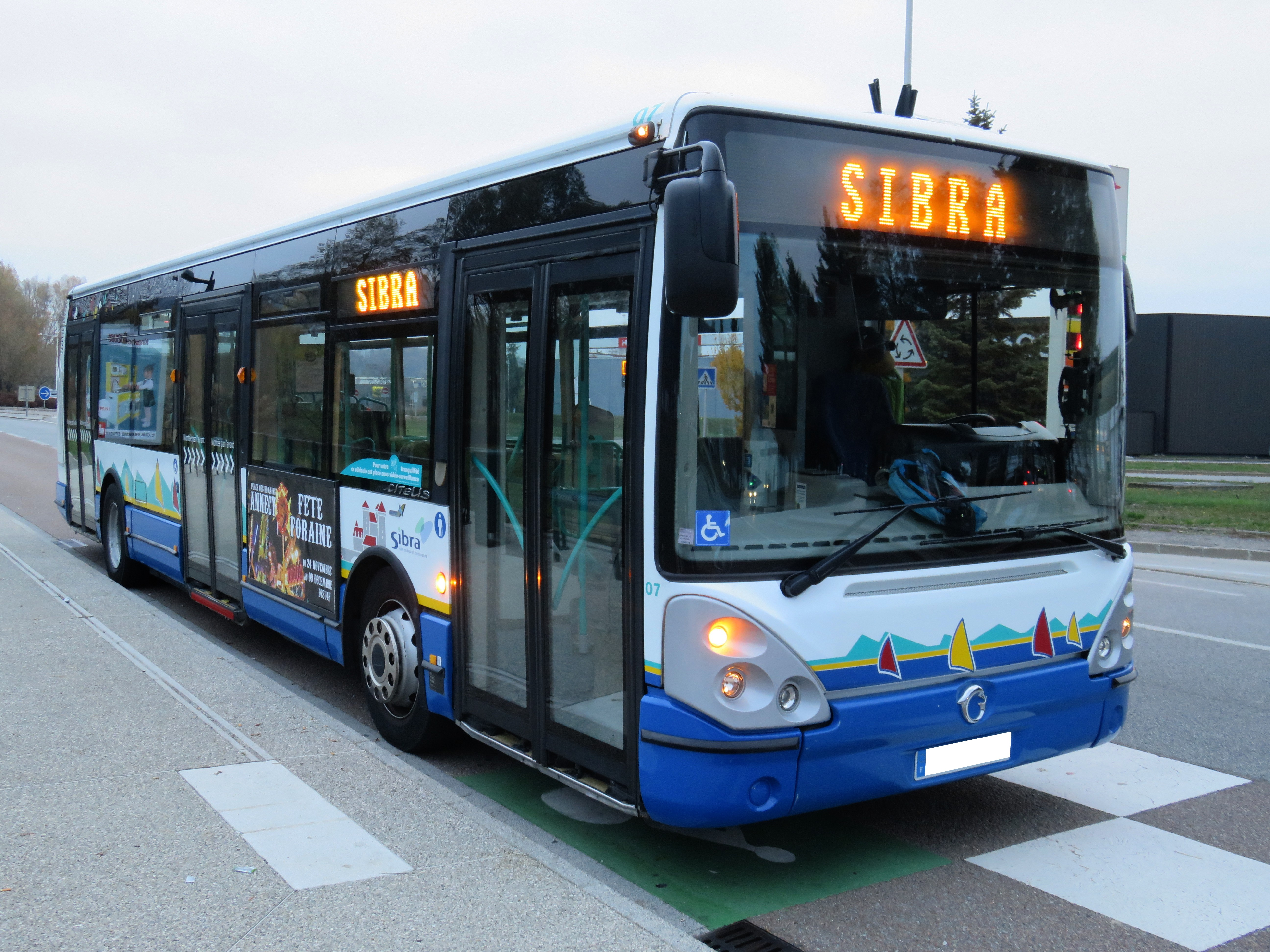
途径埃帕尼-梅泰西的一辆公共汽车

### 公路
A41高速公路经过埃帕尼-梅泰西并设有一处出入口，此外多条上萨瓦省省道在埃帕尼-梅泰西境内交汇，奥弗涅-罗讷-阿尔卑斯大区下属的城际客运提供巴士线路，可前往瓦尔瑟罗讷。
2018年，88.4%的埃帕尼-梅泰西家庭拥有至少一辆私人汽车。2019年，埃帕尼-梅泰西境内共发生各类交通事故2起，造成1人遇难，1人受伤。
| 17 | 3 |

| 阿讷西 | 7 |

| 瓦尔瑟罗讷 | 35 |

| 吕米伊 | 22 |

### 铁路
距离埃帕尼-梅泰西最近的客运铁路车站为3公里外的普兰日站，该站停靠往返于阿讷西和圣热尔韦莱班一线的区域列车。

### 航空
埃帕尼-梅泰西境内东南部为阿讷西机场跑道的一部分，该机场在2013年7月前曾开行直达巴黎的固定航班，现无固定航线。
距离埃帕尼-梅泰西最近的运营中的民用航空站为日内瓦机场，距离埃帕尼-梅泰西市中心的公路里程约41公里。

### 城市公共交通
埃帕尼-梅泰西是阿讷西城市公共交通（商业名称为）的服务范围，后者是大阿讷西城市圈公共社区的城市公共交通系统。截至2022年11月，该系统共包括近20条公交线路，其中阿讷西公交2路、6路、7路、10路和11路经过了埃帕尼-梅泰西。

## 政治

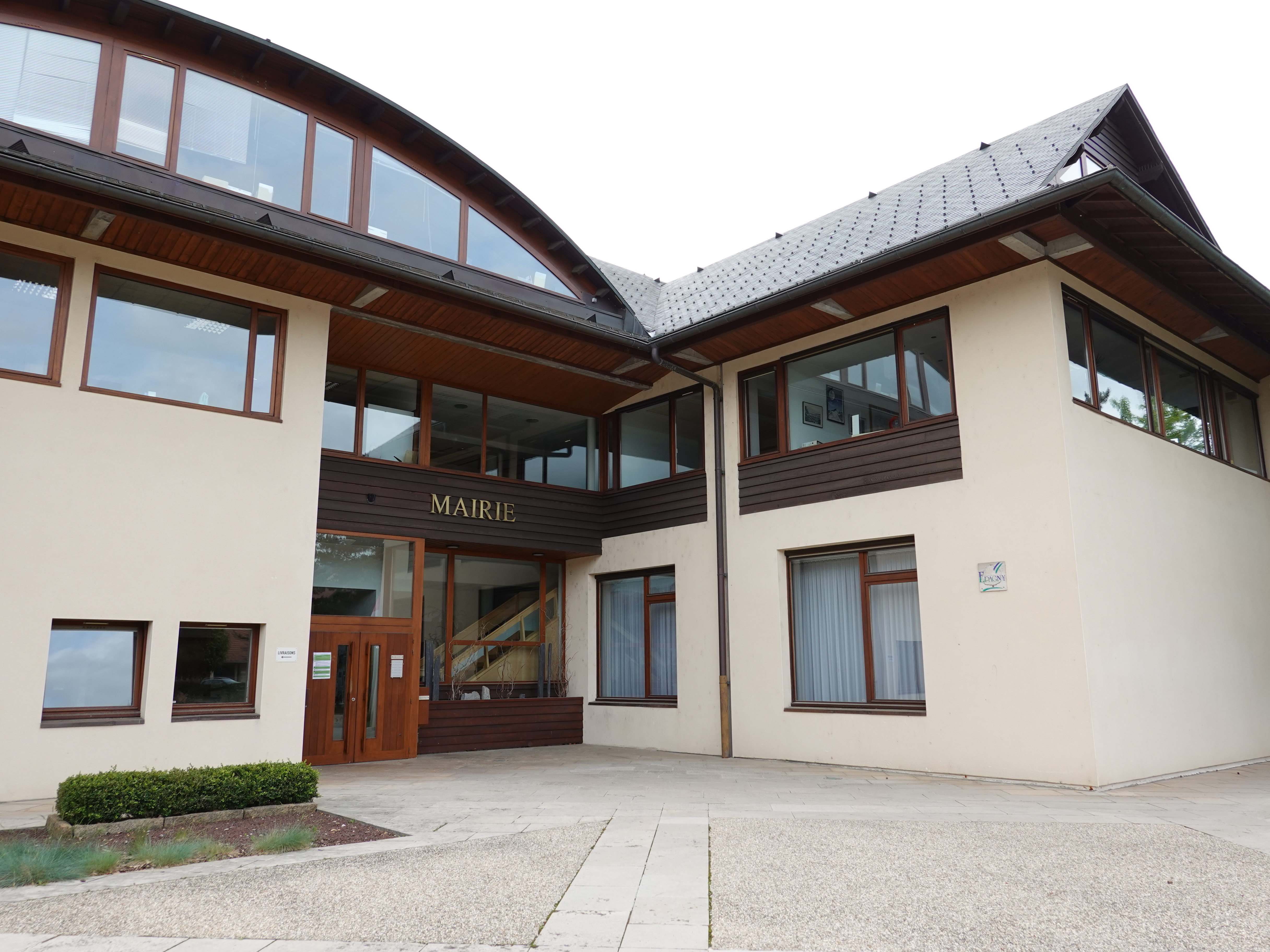
埃帕尼-梅泰西市政府

埃帕尼-梅泰西的现任市长为罗朗·达维耶先生（Roland DAVIET），他是一名右翼无党派人士，在2020年的市政选举中获得了100%的支持率（无其他候选人）。
在2022年的法国总统大选中，法国第25任总统埃马纽埃尔·马克龙在埃帕尼-梅泰西获得了67.52%的支持率。

## 人口
2018年，埃帕尼-梅泰西市镇人口数量为8,010，在法国排名第1,308位。其中男性3,916人，女性4,094人，75岁及以上人口占4.3%，外籍人口数量为263人，人口密度为1,183人/平方公里，当地居民被称为（女性）或（女性）。2019年，埃帕尼-梅泰西境内出生114人，死亡人口27人。
| 埃帕尼-梅泰西1901年－2019年人口变化情况 |
|                                         |
| 数据来源：Cassini、INSEE                |

## 经济
埃帕尼-梅泰西是阿讷西附近的一个近郊卫星城。截止2022年9月，原埃帕尼市镇范围内共有各类用人单位（包含自雇）302家，平均历史为15年。（体育用品生产）、（房地产）及（财会）是当地2021年营业额最高的三个企业，分别为254,815,000欧元、65,895,643欧元和47,877,000欧元。

## 财政与居民收入
2020年，埃帕尼-梅泰西的财政收入总额为11,722,500欧元，财政支出总额为10,854,300欧元，当年的债务总额为11,788,600欧元。2021年，埃帕尼-梅泰西市镇共获得402,982欧元的国家财政补助，比上一年减少了8.58%。
2020年，埃帕尼-梅泰西的人均月收入总额为2,570欧元，其中高级职员为4,067欧元，低于法国平均水平（4,320欧元）；中级职员为2,522欧元，高于法国平均水平（2,411欧元）；普通职员为1,875欧元，高于法国平均水平（1,740欧元）。
2018年，埃帕尼-梅泰西境内的青壮年（15至64岁）失业率为7.4%，当地64.7%的家庭拥有纳税资格，平均纳税4,407欧元，高于法国平均水平（3,910欧元）。

## 社会事务

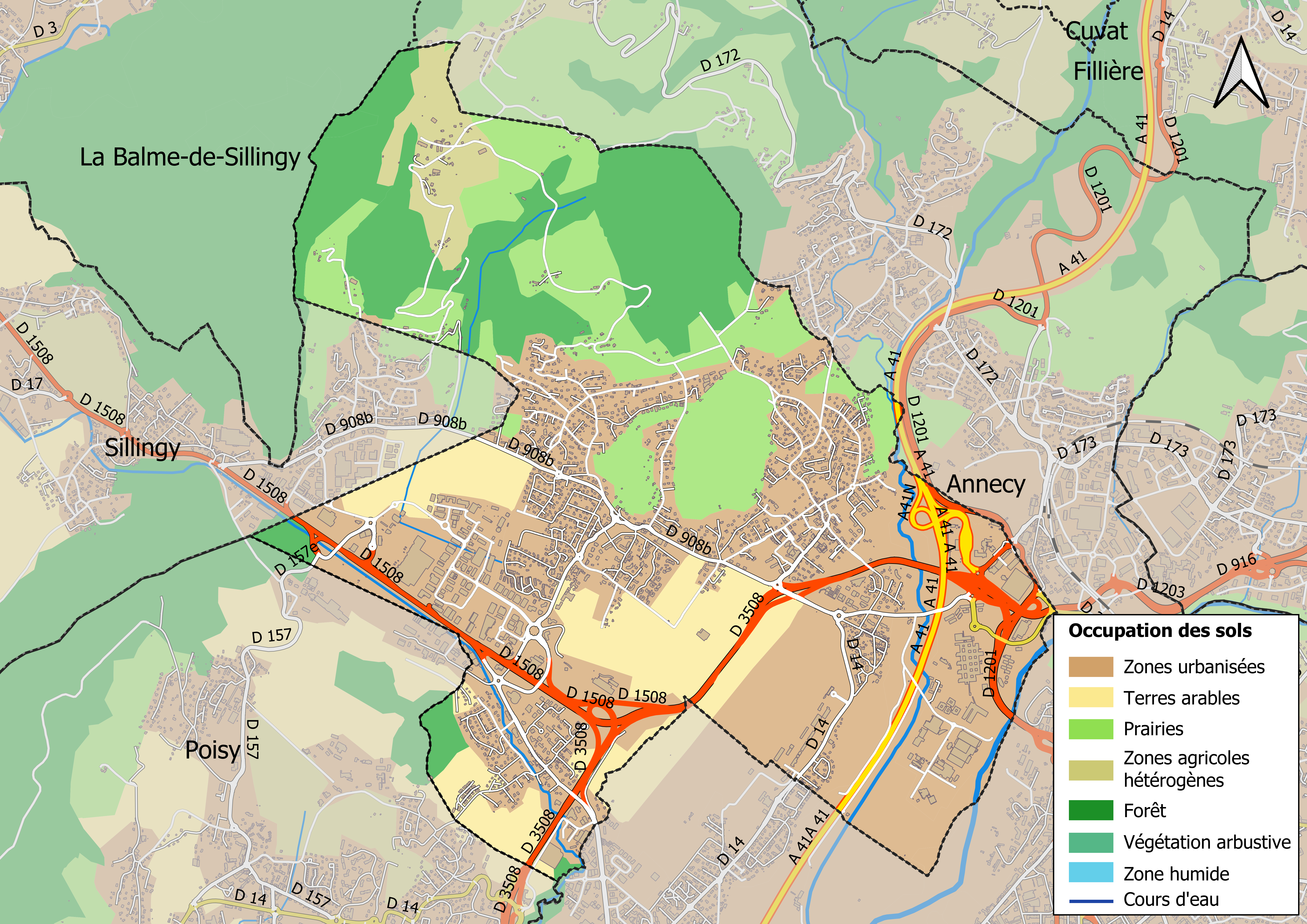
埃帕尼-梅泰西土地利用情况地图

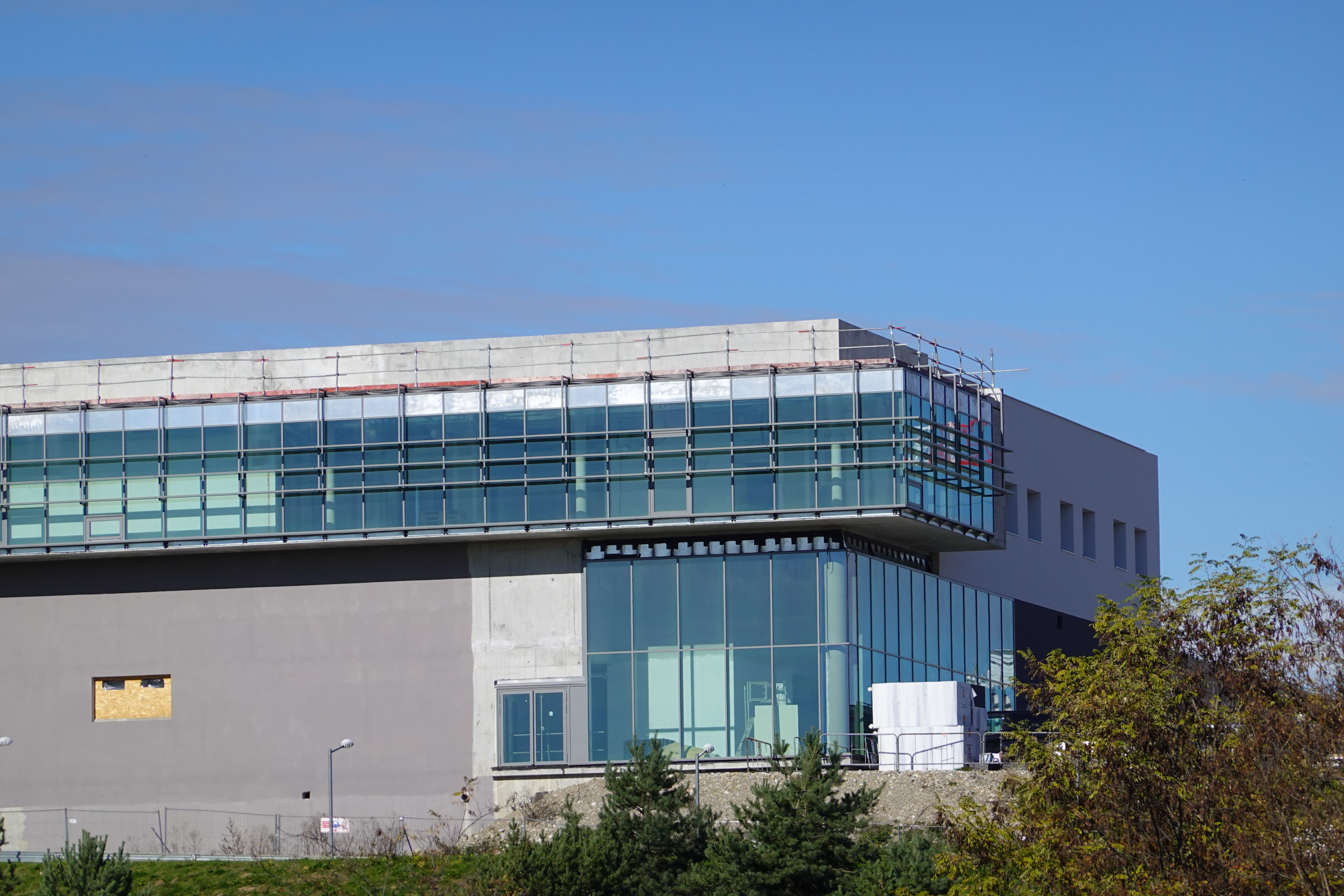
阿讷西-热讷瓦中心医院阿讷西病区

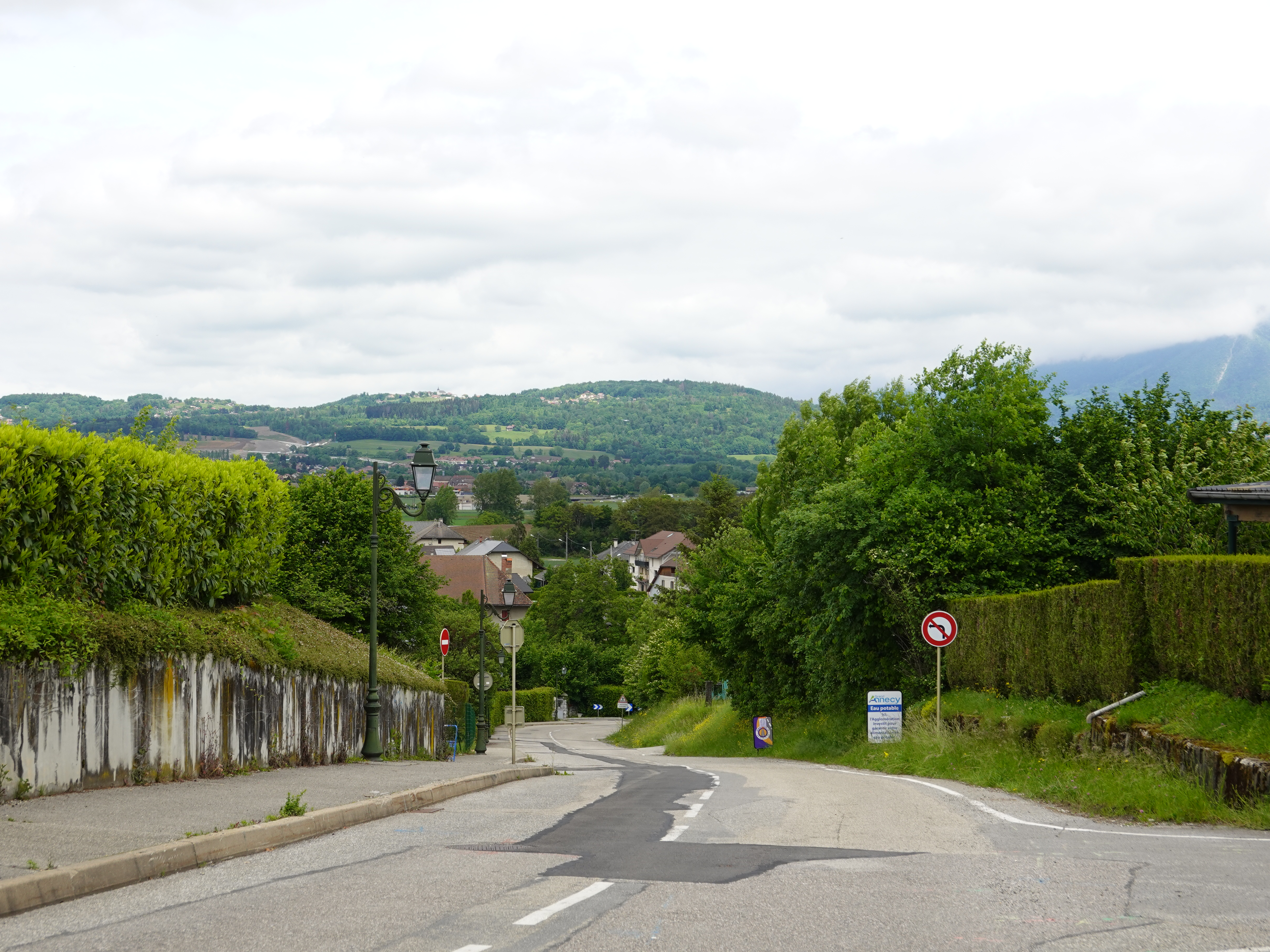
埃帕尼-梅泰西的一处居民区

### 教育
埃帕尼-梅泰西属于格勒诺布尔学区。截止2020年1月1日，埃帕尼-梅泰西境内共有4所小学。

### 医疗
截止2020年1月1日，埃帕尼-梅泰西境内共有全科医生14名、保健师24名、牙医6名、护士5名、耳科医生3名、眼科医生1名和助产士1名。境内共有药房2家。
距离埃帕尼-梅泰西最近的区域性医疗机构为阿讷西-热讷瓦中心医院，其下属的阿讷西病区（Site d'Annecy）位于埃帕尼-梅泰西境内，该院设有床位733个，是当地规模最大的公立综合性医院。

### 住房
2018年，埃帕尼-梅泰西境内共有各类住房3,707套，其中39.1%为独立式居民区，60.4%为集中式居民区。常住房屋占埃帕尼-梅泰西市镇范围内居民建筑总量的92.4%。
在住房保障政策方面，2020年，埃帕尼-梅泰西境内共有291户家庭获得了住房经济补助，受益人数占总人口数量的3.6%，其中282份为房租补助。

### 商业
2019年，埃帕尼-梅泰西境内共有各类实体商铺398家，其中餐厅46家、大型超市4家、杂货店3家、面包房4家、肉铺1家、书店4家、装饰品店2家、银行门店5家、美容美发店13家、汽车维修店17家。市区西南部建有大型开放式商业街区。

### 体育
2020年，埃帕尼-梅泰西境内共有1间体育馆、4处网球场、1处马术场、3处足球或橄榄球场以及1处篮球或排球场。
截至2022年11月，埃帕尼-梅泰西境内共有家注册足球俱乐部。埃帕尼-梅泰西足球俱乐部（FC Épagny Metz-Tessy，编号547152）是当地的代表性足球队，其主队2022至2023赛季参加上萨瓦省足球联赛丁组（法国第十二级别），其主场为市政球场（Stade Municipal）。

### 环境
埃帕尼-梅泰西的环境事务由其所属的大阿讷西城市圈公共社区联合各级政府协调负责。2019年，埃帕尼-梅泰西境内暂无污染企业。

### 治安
埃帕尼-梅泰西及其附近的共79个市镇是阿讷西国家宪兵队（zone gendarmerie de Annecy）的管辖范围。2020年，该宪兵队累计记录各类案件7,930起，其中盗窃类案件3,668起，经济类案件1,302起，毒品交易类案件930起。

## 文化

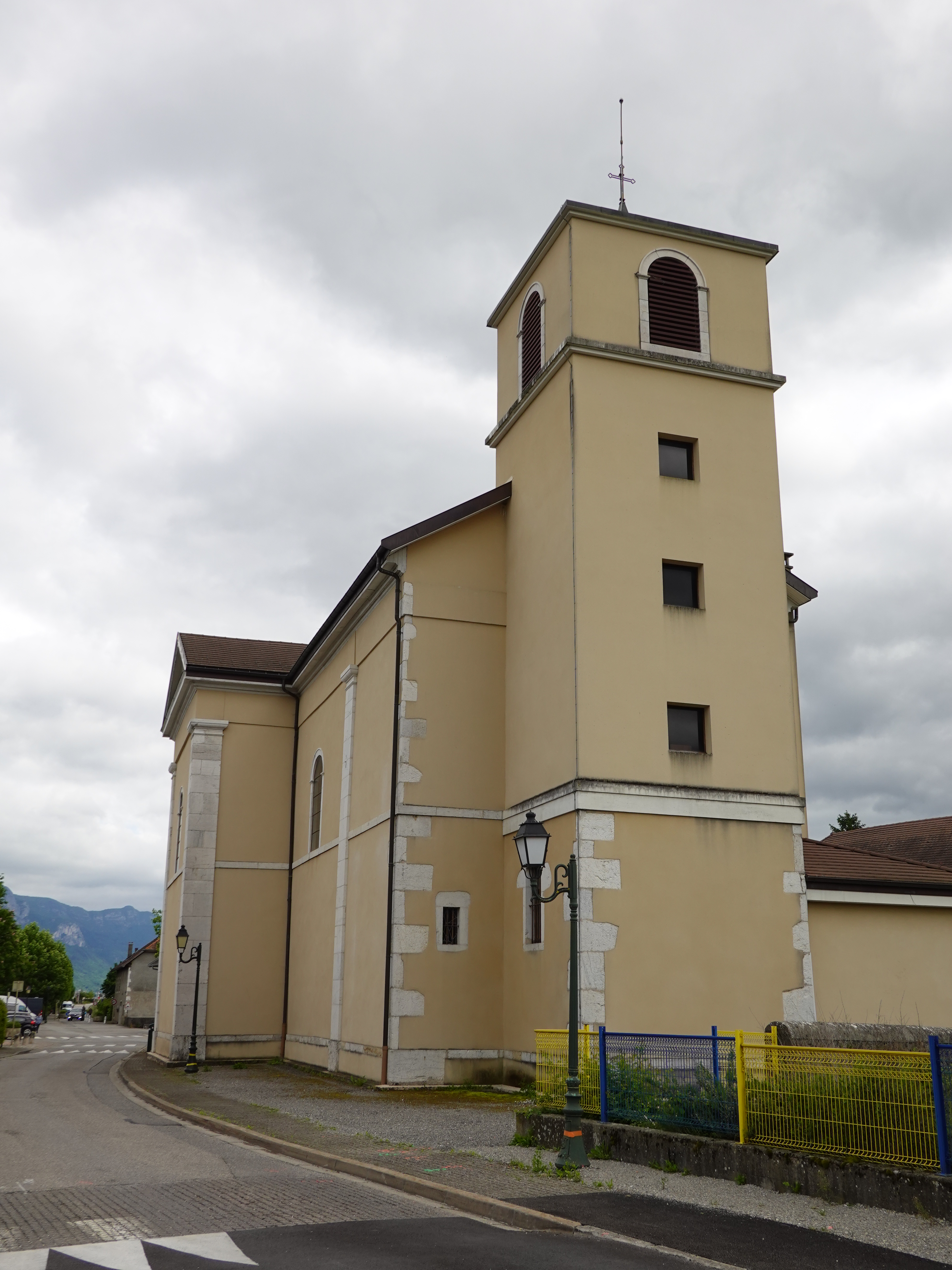
埃帕尼圣伯多禄锁链教堂

2020年，埃帕尼-梅泰西境内暂无任何文化设施。埃帕尼-梅泰西市政府提供多媒体中心，每周一、二、三、五、六向公众开放。

### 建筑
埃帕尼-梅泰西境内有多处历史建筑，其中埃帕尼圣伯多禄锁链教堂为是当地的地标性建筑物。

### 旅游
埃帕尼-梅泰西的旅游事务由其所属的大阿讷西城市圈公共社区负责。2021年，埃帕尼-梅泰西境内共有3家酒店共计157间房间。

### 媒体
法国主要的媒体均可在埃帕尼-梅泰西接收，法国电视三台下属的奥弗涅-罗讷-阿尔卑斯大区频道在部分时段播出埃帕尼-梅泰西所属区域的地方新闻。蓝色法兰西萨瓦广播、《萨伏伊弹簧》、《信息报》等是当地主要的地方性媒体

## 友好城市
截至2023年3月，埃帕尼-梅泰西暂未建立任何友好城市关系。